# Alberto Núñez Feijóo
Alberto Núñez Feijóo, né le 10 septembre 1961 à Orense (Galice), est un homme politique espagnol, membre et président du Parti populaire (PP).
Haut fonctionnaire galicien entre 1991 et 1996, il passe les sept années suivantes dans la haute fonction publique espagnole. En 2003, il entre au gouvernement régional de Galice, dont il devient vice-président l'année suivante.
Il prend, en 2006, la présidence du Parti populaire de Galice, qu'il amène à la victoire aux élections régionales de 2009 avec l'exacte majorité absolue. Il est alors investi président de la communauté autonome, et enchaîne ensuite trois victoires de rang. Il devient peu à peu une valeur refuge et d'avenir pour de nombreux cadres du PP.
En 2022, à la suite de la guerre interne ayant conduit à la chute de Pablo Casado, il devient président du Parti populaire et renonce à diriger la Galice. Le PP remporte les élections régionales et municipales de 2023 et conclut un certain nombre d'accords de coalition avec Vox pour accéder au pouvoir dans plusieurs institutions.
Lors des élections générales anticipées qui suivent, il fait du PP la première force politique mais ne dispose pas des soutiens nécessaires pour gouverner. Il se présente tout de même, sans succès, à l'investiture du Congrès des députés.

## Biographie

### Jeunesse et formation
Il a passé son enfance et sa jeunesse dans le petit village d'Os Peares, dans la province d'Ourense, avant de se rendre à Saint-Jacques-de-Compostelle pour y accomplir ses études supérieures de droit. En 1985, il passe avec succès le concours du corps supérieur de l'administration générale de la Junte de Galice.

### Carrière de haut fonctionnaire
Nommé secrétaire général technique du département de l'Agriculture, de l'Élevage et des Montagnes de la Junte en juillet 1991, il est recruté trois mois plus tard par le conseiller à la Santé et aux Services sociaux, José Manuel Romay, comme secrétaire général. Lorsque celui-ci devient ministre de la Santé, en 1996, Núñez Feijóo le suit à Madrid. Il occupe d'abord le poste de secrétaire général de l'Assistance sanitaire, puis est promu président de l'Institut national de la santé (INSALUD) peu après.
En mai 2000, il est désigné directeur de l'opérateur postal public Correos, qui entame alors le processus de libéralisation de la distribution de la correspondance.

### Entrée au gouvernement galicien
Il revient en Galice le 18 janvier 2003, lorsque Manuel Fraga le nomme conseiller à la Politique territoriale, aux Travaux publics et au Logement. Il est promu premier vice-président de la Junte de Galice le 10 septembre 2004, tout en conservant ses précédentes fonctions. Il quitte le gouvernement régional le 2 août 2005, à la suite de l'arrivée au pouvoir d'une coalition de centre gauche, le bipartito gallego.

### Chef de l'opposition galicienne
Désormais député au Parlement de Galice, il se présente comme candidat à la présidence de la fédération du Parti populaire de Galice (PPdeG), malgré la présence de trois autres candidats, dont Xosé Cuíña, l'ancien dauphin de Fraga. Il l'emporte facilement, à la suite des différents retraits et ralliements, avec 96 % des voix au congrès du 15 janvier 2006. Il se présente alors comme un galléguiste réformateur.

### Président de la Junte de Galice
Aux élections régionales du 1er mars 2009, il se présente en tant que chef de file du PPdeG et donc candidat à la présidence de la communauté autonome de Galice. Avec 47,4 % des suffrages exprimés, il recueille 38 députés sur 75, soit une courte majorité absolue au Parlement de Galice, ce qui met fin à quatre ans de gouvernement de centre gauche. Le 16 avril suivant, Alberto Núñez Feijóo est investi président de la Junte de Galice par les députés, et prête serment deux jours plus tard. Le 16 janvier 2012, il décrète trois jours de deuil officiel à la suite de la mort de Manuel Fraga, ancien président du gouvernement régional, ancien sénateur, ancien ministre de Francisco Franco et fondateur du PP.
Après la victoire du PP aux élections du 21 octobre 2012, il est réinvesti le 29 novembre par 41 voix contre 34, toute l'opposition ayant voté contre lui. Il entreprend un nouveau mandat à la suite du scrutin du 25 septembre 2016, puis des élections du 12 juillet 2020. À partir de 2016, il est le seul dirigeant territorial du PP à disposer de la majorité absolue des sièges au sein de son assemblée parlementaire, et entre 2016 et 2019, le seul à travers toute l'Espagne.

### Président du Parti populaire

#### Pressenti, puis élection
Alberto Núñez Feijoó est pressenti dès 2015 comme un des possibles successeurs de Mariano Rajoy à la présidence du Parti populaire. Trois ans plus tard, il renonce pourtant à postuler lors du XIXe congrès, alors que le candidatures se multiplient. Seul chef de gouvernement territorial du PP à disposer de la majorité absolue dans son Parlement à partir de 2016, il devient au fil des années une figure respectée, une voix écoutée et une valeur refuge pour de nombreux cadres du parti.
Il appuie en février 2022 Isabel Díaz Ayuso dans le conflit l'opposant à Pablo Casado. Le 2 mars, il annonce qu'il sera candidat à la présidence du PP dans le cadre du XXe congrès, parlant d'une décision précipitée mais réfléchie qu'il pensait ne jamais avoir à prendre.
Lors du vote direct des adhérents le 21 mars, dont il avait demandé la tenue bien qu'elle soit facultative puisqu'il est l'unique candidat, il recueille 99,63 % des suffrages exprimés, avec un taux de participation de 88 % parmi les 42 000 militants inscrits. Le 2 avril suivant, sa liste pour le comité exécutif est ratifiée avec 98,35 % des suffrages exprimés par les délégués. Il avait indiqué l'avant-veille du vote la désignation de Cuca Gamarra comme secrétaire générale, puis la veille la création de la fonction de coordonnateur général, qu'il confie à Elías Bendodo.
Il démissionne le 29 avril de la présidence de la Junte de Galice, afin de pouvoir se concentrer sur la vie politique nationale et la présidence du PP. Son dauphin, Alfonso Rueda, est élu par le Parlement pour lui succéder le 12 mai et prend ses fonctions le lendemain. Le 24 mai, il est élu sénateur par le Parlement de Galice avec les seules voix des députés du PP, les partis de gauche glissant des bulletins blancs dans l'urne. Il prête serment le lendemain.

#### Victoire aux municipales puis échec aux législatives
Le PP arrive en tête des élections municipales du 28 mai 2023 avec 31,5 % des voix, après quoi il conclut des ententes avec le parti d’extrême droite Vox dans 25 villes de plus de 30 000 habitants et dans la Communauté valencienne. Ces alliances avec l'extrême droite génèrent toutefois un malaise au sein du parti conservateur.
Lors des élections générales du 23 juillet suivant, le Parti populaire arrive en tête avec 33,05 %, juste devant les socialistes de Pedro Sánchez. Le 22 août, à l’issue d’un entretien, le roi Felipe VI désigne formellement Alberto Núñez Feijoó comme candidat à la présidence du gouvernement. Dès le lendemain la présidente du Congrès des députés, Francina Armengol, annonce que le débat d’investiture de Feijóo comme nouveau chef du gouvernement aura lieu les 26 et 27 septembre.
Il prononce sa déclaration de politique générale devant le Congrès des députés le 26 septembre, que le journal El País qualifie d'aspiration à « l'investiture du chef de l'opposition ». Pedro Sánchez renonce à lui porter la réplique du groupe socialiste, au profit du député et ancien maire de Valladolid, Óscar Puente. Lors du vote organisé le lendemain, sa candidature est repoussée par 172 voix pour et 178 voix contre. Lors du second vote d'investiture, organisé 48 h plus tard, sa candidature est définitivement rejetée par 172 voix pour, 177 voix contre et 1 vote nul, celui d'un député de Junts ayant voté « oui » puis « non » à quelques secondes d'intervalle.
Le 16 juin 2025, à trois semaines du XXIe congrès du PP, il est confirmé comme candidat à la présidence lors d'un vote des adhérents avec 99,72 % des voix. Il est formellement réélu président du PP le 5 juillet suivant par les délégués avec 99,24 % des voix, soit 2 760 voix favorables. Il forme ensuite un nouveau comité de direction dans lequel il confie le secrétariat général à Miguel Tellado, qu'il remplace comme porte-parole parlementaire par Ester Muñoz, tous deux s'étant distingués par leurs interventions acérées contre le gouvernement de Pedro Sánchez.

## Prises de position
Entre 2022 et 2025, le discours d'Alberto Núñez Feijóo évolue. Tandis qu'en 2022, lors de son premier congrès en tant que président du PP, Feijóo critique implicitement Vox, il adopte des positions radicalement différentes en 2025. Lors du 21e congrès du PP, il refuse explicitement d'établir un cordon sanitaire contre la formation d'extrême droite. Il reprend par ailleurs plusieurs thèmes caractéristiques du discours de Vox, notamment sur l'immigration illégale, la sécurité, les squats, et ce qu'il qualifie d'« endoctrinement » dans les écoles.